# Лісова красуня (сорт груші)
Лісова́ красу́ня (синоніми: Марі-Луїз, Александрина) — десертний ранньоосінній сорт груші.

## Історія

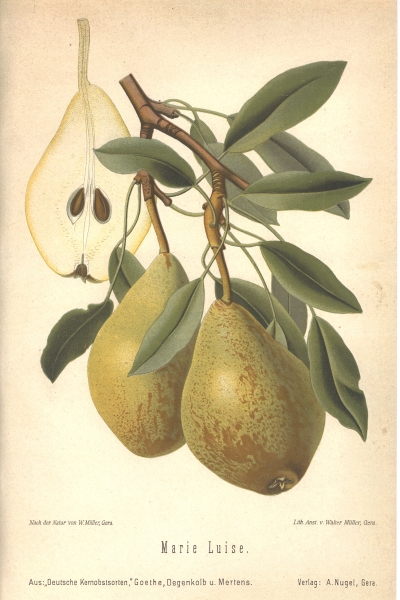
Ботанічна ілюстрація сорту 'Marie Louise' у виданні 1894 року «Aepfel und Birnen. Die wichtigsten deutschen Kernobstsorten» (Яблука та груші. Основні німецькі садові фрукти)

За одними даними цей сорт був випадково виявлений Шатільйоном на початку XIX століття в лісі в околицях Алста в східній Фландрії (Бельгія). За іншими — сорт отриманий посівом садоводом на ім'я Фаріо в Дефтінге (село в Бельгії, у східній Фландрії), де Ван-Монс став його поширювати з 1810 року. Місцевими фламандськими назвами сорту були: Bosch-Peer (Лісова груша), потім — Belle de Flandre (Фландрська красуня) і Belle des Bois (Лісова красуня). Остання назва поширилась в колишній Російській імперії. В 1809 році сорт назвали 'Марі-Луїз' на честь другої дружини Наполеона, ерцгерцогині Австрії Марії-Луїзи. Однак деякі джерела відмічають, що сорт під назвою Марі-Луїз належить помологічо самостійному сорту, що нічого спільного з Лісовою красунею не має. Хоча раніше Левко Платонович Симиренко, вказував, що Лісова красуня (Belle des Bois) і Марі-Луїз (Marie-Louise) це один і той же сорт.

## Опис
Дерево середньоросле, у молодому віці швидкоросле, з широкопірамідальною кроною, з дещо відвисаючими гілками. Облистянність середня. Урожай розміщується, в основному, на 3-4-річних гілках.
Пагони товсті, прямі або злегка дугоподібні, темно-червоного кольору з нечисленними, середньої величини чечевичками. Бруньки дрібні, з металевим відтінком. Край листа дрібнопильчастий або дрібногородчатий, черешок тонкий і довгий.
Квітки дрібні, рожеві. Цвітіння відбувається в середні строки. Квітки стійкі до весняних перепадів температури.

### Плоди

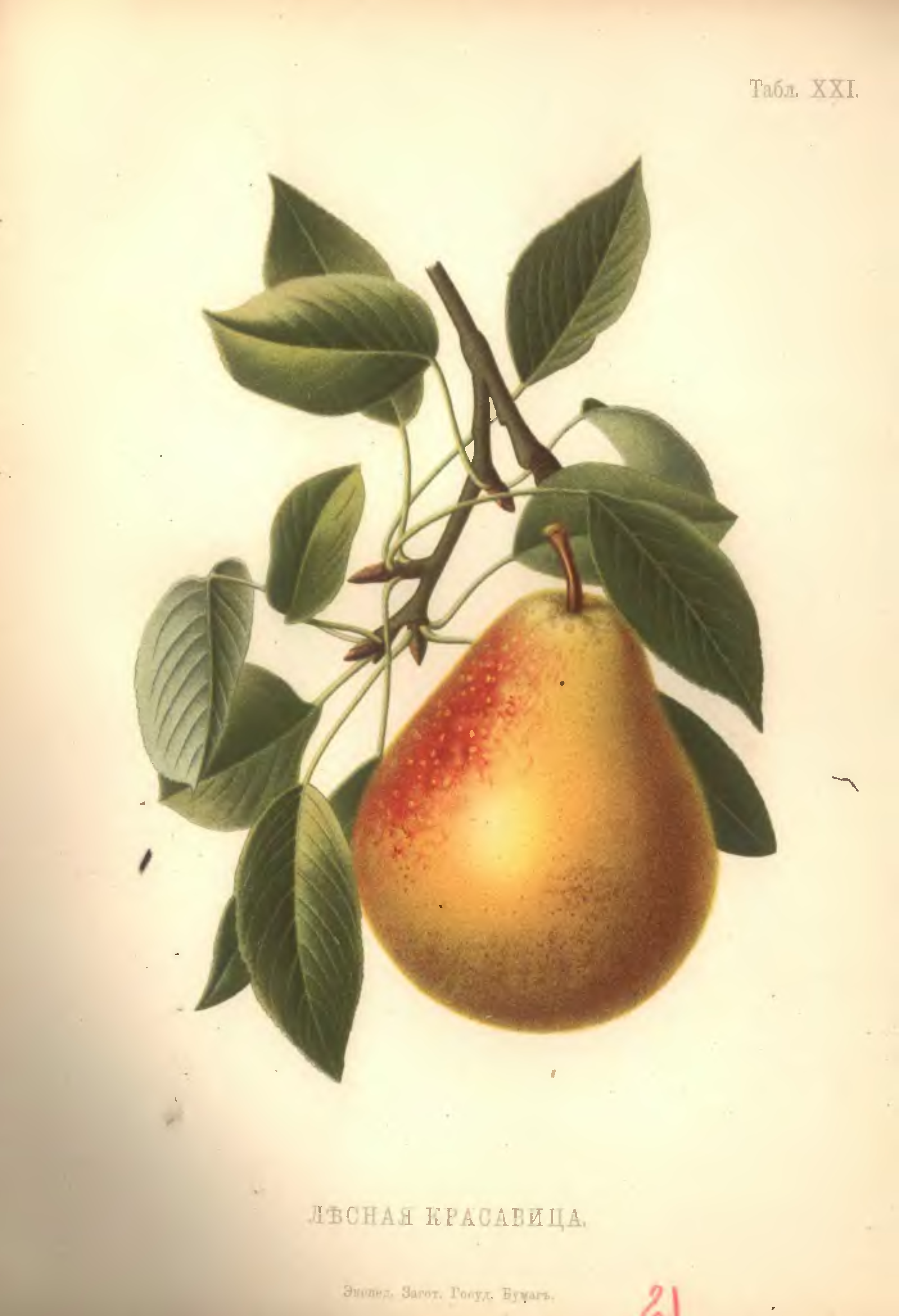
Ілюстрація груші сорту 'Лісова красуня' у виданні «Атлас плодов», 1906

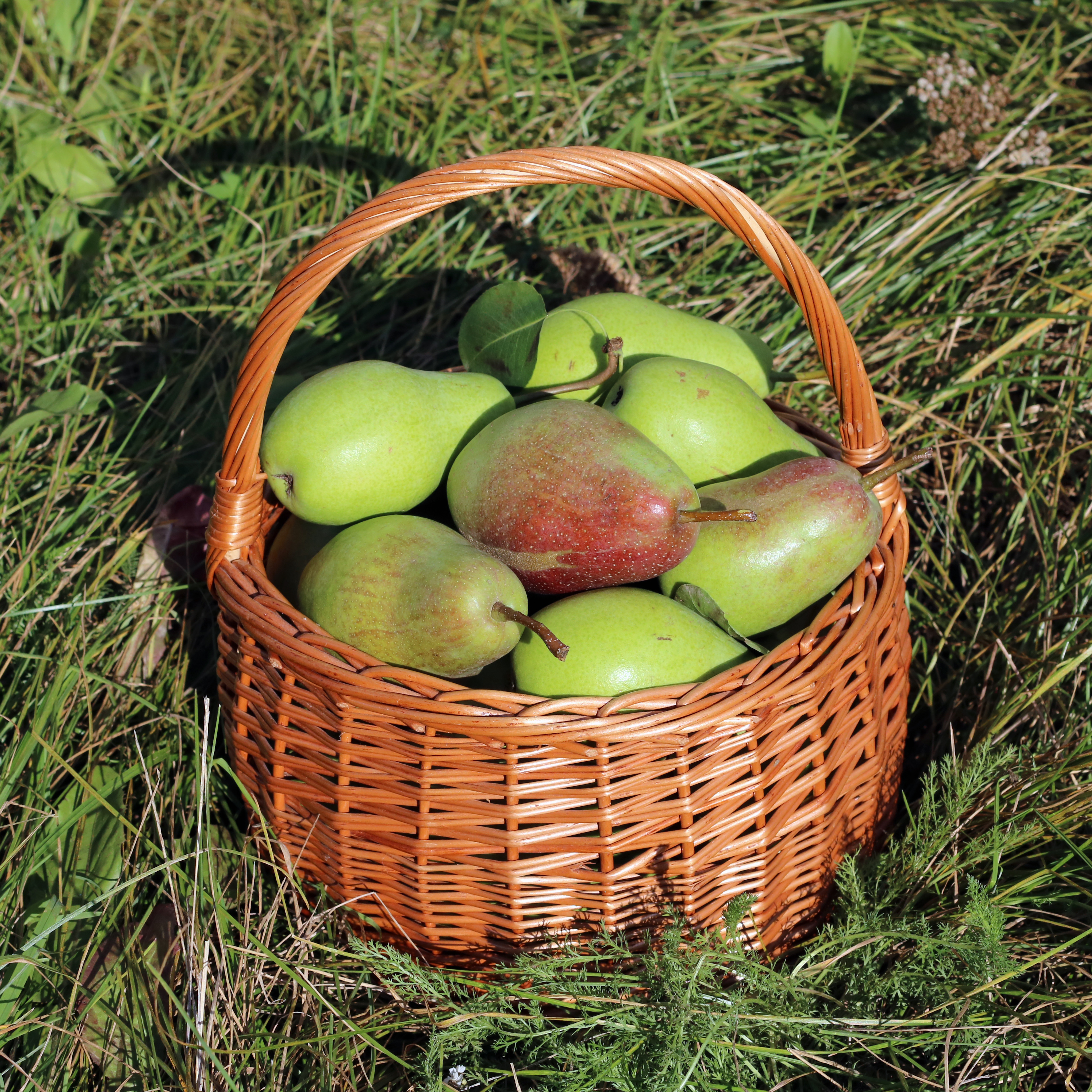
Груші 'Лісова красуня' у кошику. Україна, Вінницький район

Плоди середнього розміру, тупояйцеподібної форми. Шкірочка тонка, але досить щільна, злегка шорстка, при зніманні плодів зеленувато-жовта, в період дозрівання золотисто-жовта з сірими крапками, іржавими плямами і яскравим красивим рум'янцем на сонячній стороні. Плодоніжка коротка, більш-менш товста, з розтрубом у верхнього кінця, пряма. Воронка дрібна, вузька. Чашечка відкрита. Блюдце дрібне, широке, гладке. Сердцевинка широковеретеноподібна, слабо окреслена дрібними кам'янистими утвореннями. Насінні камери закриті або напівзакриті, подовжені, яйцеподібної форми; вісь порожниста. Насіння велике, загострене, добре розвинене, темно-бурого кольору.
М'якоть жовтувато-біла, ніжна, соковита, масляниста, кисло-солодка, високих смакових якостей. В умовах півдня України сорт містить: цукрів — 8,5 %, титруємих кислот — 0,23 %, сухих речовин — 13,8 %, аскорбінової кислоти — 7,4 мг/100 г, Р-активних катехінів — 35,3 мг/100 г сирої маси.
Знімна зрілість плодів настає 20-30 серпня, лежкість — 15-20 днів. Знімати урожай необхідно днів за 5-10 до повної зрілості, інакше вони швидко перестигають, обсипаються і погано зберігаються. При перезріванні плоди «пухнуть». Споживаються плоди, в основному, у свіжому вигляді, придатні також для приготування компотів.

## Вирощування
Сорт частково самозаплідний. Найкращими запилювачами є сорти:
- Лимонка,
- Вільямс,
- Жозефіна Мехельнська.

Добре росте на дикій лісовій груші і айві.
У пору плодоношення дерева, щеплені на сильнорослих підщепах, вступають на 6-7-й рік, на айві — на 4-5-й рік.
Плодоношення щорічне, хоча в кількісному відношенні коливається по роках. Середня врожайність на півдні України у віці 12-20 років досягає 120—160 ц/га.
До ґрунтових умов сорт невибагливий: добре росте на помірно вологих ґрунтах; непогано виростає на відносно сухих ґрунтах, але особливо добре росте і плодоносить на глибоких поживних пухких ґрунтах. Дерева цього сорту довговічні.
З усіх західно-європейських сортів Лісова красуня є найзимостійкішим сортом. Посухостійкість також висока, але сорт дуже сприйнятливий до парші.

## Районування
Сорт широко поширений в країнах колишнього СРСР: Україні, Білорусі, Молдові, Литві, Естонії і країнах Середньої Азії. Був районований в Росії на Північному Кавказі і в Нижньому Поволжі.

## Переваги сорту
- Високі смакові якості плодів,
- зимостійкість,
- висока врожайність дерев,
- невимогливість до умов зростання.

## Недоліки сорту
- Сильна ураженість плодів і листя паршею,
- обсипальність плодів.

## Селекція
Лісова красуня широко використовувалася як вихідна форма в селекції, з її участю створено декілька десятків сортів.